# Casuística
Casuística refere-se ao raciocínio baseado em casos.

## Clínica
Em ciências da saúde, o termo é utilizado para relatórios clínicos de casos particulares, importante para a pesquisa de novas fronteiras.

## Teologia
É um processo de raciocínio que busca resolver problemas morais, extraindo ou estender preceitos teóricos de um caso particular, e reaplicar essas regras para o novo instâncias.
Em contextos religiosos, a teoria da casuística é conhecida como teologia moral. Entra nos casos de conflito entre deveres de consciência, deveres morais, e deveres religiosos.
O avanço da casuística foi interrompido em meados do século XVII pela polêmica surgida em torno da doutrina do probabilismo, que estipulava que se poderia optar por seguir uma "opinião provável", isto é, apoiada por um teólogo ou outro, ainda que contradiz uma opinião mais provável ou uma citação de um dos Padres da Igreja. A controvérsia dividiu os teólogos católicos em dois campos, rigoristas e laxistas.

## Outros usos
Casuística é também uma revista eletrônica de artes antiartes heterodoxias publicada desde 2009.